# Emili Juanals i Roqué
Emili Juanals i Roqué (Palafrugell, Baix Empordà, 9 de desembre de 1928 - 19 d'agost del 2016) fou un trompetista i compositor de sardanes. El seu fons documental es conserva a l'Arxiu Municipal de Palafrugell.